# ジャン・メレ
ジャン・メレ（仏: Jean Mairet, 1604年5月10日 - 1686年1月31日）は、17世紀フランスの劇作家。戯曲で活動していたが、自身の慢心による失敗でその成功は長く続かなかった。1638年に演劇界を去ったので、実際の活動期間は長く見積もっても15年程度である。

## 生涯
1604年5月10日、当時神聖ローマ帝国領だったブザンソンでドイツ人カトリック教徒であった父と、シャンパーニュ地方出身のフランス人の母の間に生まれた。早くに両親を亡くして孤児となったが、1624年秋ごろにパリに出て、ブルゴーニュ地方の貧しい学生のためのグラサン学院 (Collège des Grassins) に通った。1625年の6月か7月に大貴族モンモランシー公爵と出会い、劇詩人としての人生が始まった。
公爵はそのころ、ルイ13世の命で海軍司令長官としてユグノー討伐の準備中であった。メレは兵士兼広報担当官として雇われ、レ島沖海戦などに従軍し、戦勝したが負傷してしまった。公爵はラ・ロシェル攻囲戦から外されたため、パリに戻り、1625年11月にお抱え詩人であったテオフィル・ド・ヴィオーと再会した。この詩人は自由思想の持ち主で、陰謀に加わるなどかなりの危険人物であったが、劇詩人として人生を歩もうとしていたメレにとってはこの上ない出会いであった。メレはヴィオーと親密な交際を結び、彼を文学上の師として、その指導のもとにデビュー作『クリゼイドとアリマン』を完成させた。
1626年の春には、公爵の居城・シャンティイ城がある、シャンティイ市で暮らした。公爵夫妻の庇護下には多くの人が集まり、ヴィオーを中心に哲学、文芸、政治を語り合っていた。このサークルでメレに一番影響を与えたのは当然ヴィオーであるが、それに次ぐと考えられるのがクラマユ伯爵である。伯爵は公爵の代理人で、常に公爵に伴って戦場へ赴いており、政治的には徹底して反リシュリュー派であった。メレはこの伯爵の知己を得て、彼やラ・ヴァレット枢機卿などからイタリアの田園劇に匹敵する作品の制作を勧められたが、その制作に取りかかっているうちに、王弟ガストン・ドルレアンの結婚という大問題が持ち上がった。この結婚は宰相リシュリューに押し付けられたもので、王弟は嫌がったため、モンモランシー公爵、クラマユ伯爵ら反リシュリュー枢機卿は、結婚を破談にするためにキャンペーンを張り、その一環としてメレの作品を利用することにした。こうして同年7月に、第2作目『シルヴィ』が完成した。結局、結婚を破談にすることはできなかったものの、同作品は宮廷で大評判をとり、上演も大成功した。
1626年の9月にテオフィル・ド・ヴィオーが亡くなった。メレはお抱え詩人のポストを受け継ぎ、公爵から1500リーヴルの年金を与えられるようになった。年末になって公爵が再び従軍し、ラングドック総督の職責を果たすべく、シャンティイを離れた。そのため、メレは同地に残された公爵夫人を慰めるべく、作詩をして静かに暮らした。1629年の後半になって『シルヴァニール』を制作した。
メレが庇護者のモンモランシー公爵と最後に会ったのは、1631年10月のことであった。この時代は封建的気風を残す大貴族にとって厳しい時代であり、公爵もガストン・ドルレアンの、リシュリュー枢機卿失脚の企みに加わって国家反逆罪として、断頭台の露と消えた。この結果メレは庇護者を失い、新たな庇護者を探さねばならなくなった。1632年に制作した初の喜劇『ドソーヌ公爵艶聞録(Les Galanteries du duc d'Ossonne)』は、新たな庇護者となったブラン伯爵と伯爵が庇護していたマレー座の役者たちの期待に応えるべく、書かれた作品である。1632年から33年にかけては、ブラン伯爵の館に寄宿し、伯爵の勧めに従って若い劇作家たちと交流を深めた。ランブイエ侯爵夫人カトリーヌ・ド・ヴィヴォンヌのサロンや宮廷にも出入りし、当代一流の劇作家として持てはやされた。1633年前半に制作された『ヴィルジニー』には、明らかにサロンの貴婦人たちの共感を得られるような女性を登場させている。
1634年は、メレにとってその隆盛がピークを迎えた年であり、フランス演劇史上においても画期的な年となった。この年は悲劇が再び復活した年であり、ジャン・ロトルーがその端緒を切り拓いた。メレもその時流に乗って『ソフォニスブ(La Sophonisbe)』を制作し、大成功を獲得した。こうして演劇界におけるメレの名声は頂点に達したが、翌年の1635年には早くも陰りが見え始めた。理由はわからないが、その慢心からか『マルク＝アントワーヌあるいはクレオパートル』の公演予告をしてしまったせいで、若き新進気鋭の作家バンスラードが、同じ題材をとって戯曲を制作してしまったのだった。こうして同テーマの作品の競演となり、この勝負に勝てれば問題はなかったが、見事に完敗してしまった。それどころかバンスラードはこの時の作品を宰相リシュリューに捧げて3000リーヴルを獲得し、彼の庇護まで獲得したのであった。最も、モンモランシー公爵やガストン・ドルレアンとメレが深く繋がっているのを知っていたリシュリューが、彼を冷遇した事情も関係しているが、こうして慢心から急速に勢いを失ったメレの窮乏は、1636年には耐え難いものとなり、リシュリューから年金を獲得しようとして、東奔西走せざるを得なくなった。その結果、どうにか1200リーヴルの年金を獲得した。
1635年に『偉大な最後の大王ソリマンあるいはムスタファの死』を制作したが、この作品でも不可解なことに、わざわざ出典を明示したうえで上演の予告をした。この作品は制作から上演まで2年かかっているが、劇団、並びにその俳優たちとの関係が悪化していたことが理由であるようだ。この作品をもって、メレの見るべき創作活動は終了している。
1637年に、「ル・シッド論争」が勃発した。この論争でメレは反コルネイユ派の中心にあり、結局論争に負けた。メレにとってはただ敗北感を味わっただけであった。こうした論争の渦中にあっても、リシュリューの歓心を買おうとして『名高き海賊』、『狂えるロラン』、『アテナイス』を制作しているが、いずれも平凡の域を出ず、1635年以前に見せた才能の煌きはもはや感じられない出来栄えであった。最後の作品『シドニー』はアンヌ・ドートリッシュの妹に捧げられたが、こちらはもはや駄作とまで言える出来となっている。同作の1643年の出版に当たって、メレはその序文に観客や俳優を呪詛する言葉を並べ立てた。次々と有力な庇護者を失い、「ル・シッド論争」で敗北感を味わい、仲間と思っていた劇作家や役者たちとも上手くいかなくなって嫌気が差したのか、これ以後は演劇界を去り、2度と戻ってくることはなかった。
メレはその後40数年間生きた。1630年代になってフランスとスペインの戦争が熾烈なものになり、故郷のフランシュ＝コンテ地域圏も激戦地となった。フランス宮廷にも多くの知己を持つメレは、スペインの重臣リゾラ男爵に目を付けられ、休戦のための交渉役として白羽の矢を立てられた。1647年には、メーヌ＝エ＝ロワール県の名家の出身であるジャンヌ・ド・コルドゥアンと結婚したが、1658年に妻が亡くなるなど、この結婚は長くは続かなかった。1653年になると、宰相ジュール・マザランによってコンデ公を擁護したとしてパリから追放されたが、1659年にピレネー条約が成立したことでパリに再び戻ってきた。その後は故郷へ戻り、1686年1月にブザンソンで死去した。

## 作品
※年数は制作年。
- クリゼイドとアリマン - Chriséide et Arimand（1625年）
  - メレによれば16、7歳で書いた作品である。当時大流行していたオノレ・デュルフェの『アストレ(L'Astrée)』に題材をとっている。「フランス古典悲劇の先駆け的作品」とまで評する研究者もいるが、それほど重要な作品ではないにせよ、新時代を告げるにふさわしい作品である[10]。
- シルヴィ - La Sylivie（1626年）
- シルヴァニール - La Silvanire（1629年）
- ドソーヌ公爵艶聞録 - Les Galanteries du duc d'Ossonne（1632年）
- ヴィルジニー - La Virginie（1633年）
- ソフォニスブ - La Sophonisbe（1635年）
- 偉大な最後の大王ソリマンあるいはムスタファの死 - Le Grand et dernier Solyman,ou la mort Mustapha（1635年）
- 名高き海賊 - L’Illustre corsaire（1636年）
- 狂えるロラン - Le Roland furieux（1636年）
- アテナイス - L’Athénaïs（1636年）
- シドニー - La Sidonie（1638年）